# 圣奥斯特勒穆瓦纳
圣奥斯特勒穆瓦纳（法語：Saint-Austremoine，法語發音：[sɛ̃.t‿ostʁəmwan]）是法国上卢瓦尔省的一个市镇，属于布里尤德区。该市镇总面积11.55平方公里，2009年时的人口为50人。

## 人口
圣奥斯特勒穆瓦纳人口变化图示